# Henri Chammartin
Henri Chammartin (n. 30 iulie 1918, Chavannes-sous-Orsonnens⁠(d), cantonul Fribourg, Elveția – d. 30 mai 2011, Berna, Berna, Elveția) a fost un sportiv ce a reprezentat Elveția, medaliat olimpic. A participat la 4 ediții ale Jocurilor Olimpice (1952, 1956, 1964, 1968) în care a câștigat o medalie de aur și două medalii de argint.